# Belgica (film)
Pour les articles homonymes, voir Belgica.
Pour plus de détails, voir Fiche technique et Distribution.
Belgica est un film dramatique franco-belge réalisé par Felix Van Groeningen et sorti en 2016 au festival du film de Sundance où il remporte le prix de la meilleure réalisation dans la catégorie « World dramatic ». La bande originale du film a entièrement été réalisée par Soulwax.

## Synopsis
Jo adore la musique et ouvre son propre bar, le Belgica. Frank, bon père de famille, aide financièrement son frère Jo et participe à la gestion du Belgica. Le succès est au rendez-vous mais les problèmes aussi.

## Fiche technique
- Réalisateur : Felix Van Groeningen
- Scénario : Arne Sierens, Felix van Groeningen
- Directeur de la photographie : Ruben Impens
- Musique : Soulwax
- Montage : Nico Leunen
- Décors : Kurt Rigolle
- Costumes : Ann Lauwerys
- Durée : 127 minutes
- Genre : Comédie dramatique
- Pays d'origine :  Belgique/ France
- Dates de sortie :
  -  États-Unis : 21 janvier 2016 (festival du film de Sundance)
  -  Belgique : 2 mars 2016
  -  France : 2 mars 2016

## Distribution
- Tom Vermeir (nl) : Frank Cannoot
- Stef Aerts : Jo Cannoot
- Hélène De Vos : Marieke
- Charlotte Vandermeersch : Isabelle
- Boris Van Severen (VF : Erwan Zamor) : Tim Coppens
- Sara De Bosschere : Nikki
- Ben Benaouisse (VF : Jean-Louis Tilburg) : Momo
- Dominique Van Malder (VF : Thierry Garet) : Manu Dewaey
- Stefaan De Winter (VF : Norbert Haberlick) : Ferre
- Sam Louwyck (VF : Erwan Zamor) : Rodrigo
- Silvanous Saow (VF : Françoua Garrigues) : Rudy Rasta
- Jean-Michel Balthazar (VF : Thierry Garet) : André
- Bo De Bosschere (VF : Norbert Haberlick) : Wibo
- Anjana Dierckx : Katrien
- Hannes Reckelbus : Jan
- Fouad Oulad Khlie (VF : Jean-Louis Tilburg) : Mohammed
- Arne Sierens (nl) (VF : Thierry Garet) : Frederic
- Johan Heldenbergh (VF : Norbert Haberlick) : Bruno Schollaert
- Nils De Caster (VF : Norbert Haberlick) : inspecteur Dewaele
- Titus De Voogdt (VF : Gaël Zaks) : inspecteur Van Beveren
- Tom Ternest : Piet Symons
- Willy Peeters : agent de sécurité instructeur
- Ilse De Koe (nl) : infirmière à la maternité
- Iris Van Cauwenbergh : Svetlana
- Zinya Van Reeth : Brenda
- Brit Van Hoof : Grietje
- Greet Verstraete (nl) : Carole
- Fathia Assoued : Yamila
- Marijke Pinoy : Diane
- An Vancutsem : Fiona
- Ignace Paepe : camarade de classe Bouncer
- Eric Kabongo : Rapper 1 (non crédité)

## Distinction
- 2016 : Festival du film de Sundance : prix de la meilleure réalisation dans la catégorie « World Cinema Dramatic Competition »[1]

## Musique
Soulwax signe entièrement la bande originale de Belgica. Cette bande son est le fruit de plus d’un an de travail au studio Deewee pour le groupe qui s'est attelé à toutes les étapes de la création, de l’écriture au mixage en passant par la composition et la production. La BO est disponible le 26 février 2016.

## Autour du film
- Le « Belgica » s'inspire du « Charlatan », un bar de Gand fondé par Jo van Groeningen, père du réalisateur, à la fin des années 1980[2].